# 多裂金盏苣苔
多裂金盏苣苔（学名：Isometrum eximium），为苦苣苔科金盏苣苔属下的一个植物种。